# Тройницкое
Тройницкое (каз. Тройницкое) — село в Уланском районе Восточно-Казахстанской области Казахстана. Входит в состав Каменского сельского округа. Код КАТО — 636255300.

## Население
В 1999 году население села составляло 470 человек (222 мужчины и 248 женщин). По данным переписи 2009 года, в селе проживал 351 человек (179 мужчин и 172 женщины).